# المنظمة الشيوعية العربية
الحزب الشيوعي العربي كان حزبًا شيوعيًا عربيًا في سوريا، برز على شكل انشقاق مؤيد للصين عن الحزب الشيوعي السوري. تأسس الحزب في فبراير 1968. تعرض الحزب لقمع شديد خلال السبعينيات، وسُجن العديد من نشطائه. اعتبارًا من 2001 بقي عدد من كوادره في السجون السورية.